# Axel Prokop
Axel Prokop (* 4. Januar 1963 in Wuppertal) ist ein deutscher Unfallchirurg und Professor an der Eberhard Karls Universität Tübingen. Er forschte auf den Gebieten bioresorbierbarer Implantate, minimal invasiver Wirbelsäulenchirurgie und Alterstraumatologie.

## Leben
Axel Prokop studierte von 1982 bis 1988 Medizin an der Gesamthochschule Essen. Es folgte die Promotion am Institut für Rechtsmedizin der Universität zu Köln zum Thema Geschlechtsdimorphismus des Corpus Callosum? Morphometrische Untersuchung anhand von Sektionsmaterial und Kernspintomogrammen 1989 in Köln. Anschließend war er als wissenschaftlicher Mitarbeiter in der Chirurgie der Universität Köln und ab Juli 1994 dort in der Unfallchirurgie beschäftigt. Ab 1996 war er dort Oberarzt und ab 2004 leitender Oberarzt. In einer vom Bundesministerium für Bildung und Forschung (BMFT) geförderten experimentellen vergleichenden Studie untersuchte Prokop neue bioresorbierbar Werkstoffe zur Fixierung von osteochondralen Frakturen und habilitierte 2000 im Fachgebiet Chirurgie und Unfallchirurgie mit dem Thema Polylactid und Tricalciumphosphat. Verbesserung biodegradabler Implantate im Verbund.
2005 erhielt Prokop einen Ruf zum Fachhochschulprofessur im Fachbereich Unfall- und Sozialmedizin in Sankt Augustin. 2006 wurde er zum apl. Professor der Uniklinik Köln ernannt. 2007 wurde er Chefarzt für Unfallchirurgie im Klinikverbund Südwest am akademischen Lehrkrankenhaus der Kliniken Sindelfingen-Böblingen und wurde im Juli 2007 umhabilitiert an die Eberhard Karls Universität Tübingen. Er ist Facharzt für Chirurgie, Unfallchirurgie und Orthopädie und besitzt die Zusatzbezeichnungen spezielle Unfallchirurgie, chirurgische Intensivmedizin und die Fachkunde Rettungsmedizin, Sportmedizin und ärztliches Qualitätsmanagement und Notfall- und Akutmedizin.

## Wissenschaftlicher Beitrag
Die anfängliche wissenschaftliche Arbeit von Prokop konzentrierte sich auf die Weiterentwicklung und den klinischen Einsatz neuer sich selbstaufflösender Implantate zur Fixierung kleiner Knochenfragmente, die bis zum klinischen Einsatz gebracht wurden und deren Funktion in Studien belegt werden konnte.
Ein besonderer Schwerpunkt der klinischen Tätigkeit lag bei der interdisziplinären Behandlung in der Alterstraumatologie. Als erste Klinik in Baden-Württemberg und zweite deutschlandweit wurde die Unfallchirurgische Klinik Sindelfingen 2009 vom TÜV als Zentrum für Alterstraumatologie und 2014 auch von der Deutschen Gesellschaft für Unfallchirurgie zertifiziert. Durch die Optimierung und Prüfung der Abläufe wurden die Behandlungsergebnisse signifikant verbessert und waren Vorbild für weitere Krankenhäuser bundesweit.
Mit dem Projekt "Ehrenamtliche Patientenbegleiter" im Krankenhaus konnte 2019 der Deutsche Patientenpreis (10.000.-€) und 2020 der Springer Charity Award (30.000.-€) und die Ferry Porsche Challenge (80.000.-€) gewonnen werden.

## Mitgliedschaften und wissenschaftliche Vereinigungen
- Deutsche Gesellschaft für Unfallchirurgie (Kongresssekretär 2002, Mitglied des nicht ständigen Beirats 2007–2009)

## Politik
Prokop ist seit 2009 Mitglied der CDU Böblingen und wurde im Mai 2009 in den Kreistag gewählt und 2014 bis 2018 wiedergewählt. Er war dort 3. stellvertretender Fraktionsvorsitzender, Mitglied des Sozial- und Gesundheitsausschusses, Mitglied des Aufsichtsrats Klinikverbund Südwest GmbH, Mitglied des Aufsichtsrats Kreiskliniken Böblingen gGmbH, Mitglied des Aufsichtsrats Service-GmbH Schwarzwald und Mitglied des Aufsichtsrats Therapiezentrum der Klinikverbund Südwest gGmbH.

## Publikationen
Prokop ist Autor von über 100 Originalarbeiten, Übersichtsarbeiten, Fallbeschreibungen (Kasuistiken), über 600 wissenschaftlichen Vorträgen sowie Preisträger und Mitautor des Videopreises der Deutschen Gesellschaft für Chirurgie 2005, 2006, 2009 und 2017.
- M. Chmielnicki, A. Prokop: Ein neuer Zugang zur minimalinvasiven palmaren Plattenosteosynthese bei distaler Radiusfraktur, Z Orthop Unfall 2015; 153. S. 25–28
- A. Prokop, J. Prokop: Ambulante Notfallversorgung an den Kliniken – können und wollen wir uns das leisten? Z Orthop Unfall 2017; 155. S. 18–20
- Axel Prokop und Rudolf Bumm: Vortragstechnik: Überzeugen durch Struktur, Inhalt und Fakten CHAZ • 10. Jahrgang • 10. Heft • 2009
- Axel Prokop und Roland Liebig: Das gute Bewerbungsgespräch CHAZ • 11. Jahrgang • 10. Heft • 2010